# Дом Дампьер
Дом Дампьер (фр. Maison de Dampierre)— знатный дворянский род французского происхождения, игравший заметную роль в истории Франции и Нидерландов.

## История рода

### Происхождение
Родоначальником был Витье (Готье) де Мэслен (ум.1080). У него было 2 сына. Младший, Гуго (Юг) (ум.1082), был епископом Труа с 1074 года. А старший, Тибо (ум.1106), по своему владению Дампьер-сюр-л’Об (фр. Dampierre-sur-l'Aube), располагавшегося в Шампани (в современном французском департаменте Об) неподалёку от города Труа, получил фамилию Дампьер, усвоенную его потомками.
Сын Тибо, Ги I де Дампьер (ум.1151), владел сеньориями Дампьер, Сен-Дизье, Мэшлен Сен-Жаст, а также был виконтом Труа. Его старший сын, Гильом I де Дампьер (ум.1161) унаследовал Дампьер, а младший Ги был в 1163 году епископом Шалона.
Сын Гильома, Ги II де Дампьер (1155—18 января 1216) был коннетаблем Шампани значительно увеличил благосостояние рода благодаря браку в 1196 на Матильде (Маго) I де Бурбон (1165—18 июня 1228), дочери и наследнице Аршамбо (VIII) де Бурбона. Старший сын Ги II, Аршамбо VIII Великий, унаследовавший сеньорию Бурбон, стал родоначальником ветви Бурбон-Дампьер. Младший же сын, Гильом II де Дампьер, стал родоначальником Фландрской линии рода Дампьер.

### Ветвь Бурбон-Дампьер

Герб первого дома Бурбон и дома Бурбон-Дампьер

В 1171 году умер Аршамбо VII де Бурбон, сеньор Бурбон. Поскольку его сын Аршамбо (VIII) умер раньше отца, то владения должна была унаследовать единственная дочь Аршамбо (VIII), Маго. После долгого спора в 1197 году сеньорию Бурбон унаследовал её второй муж, Ги II де Дампьер. После его смерти Маго продолжала управлять владениями, которые после её смерти перешли к её старшему сыну, Аршамбо VIII Великому (1197 — 23 июля 1242).
Аршамбо VIII был довольно заметной фигурой, о чём свидетельствует его прозвище Великий. Управляющая графством Шампань Бланка Наваррская при малолетнем сыне Тибо IV сделала его пожизненным протектором своего графства, а король Франции Филипп II Август возвел его в коннетабли Оверни. Он выдал замуж одну свою дочь, Маргариту, за графа Тибо IV Шампанского, другую, Марию, за графа Жана I де Дрё. Его сын, Аршамбо IX Молодой (ум. 15 января 1249) наследовал отцу в 1242 году. От своей жены, Иоланды де Шатильон, он унаследовал права на графства Невер, Тоннер и Осер. Но он не оставил сыновей, поэтому после смерти его владения были разделены.
Старшая дочь Аршамбо IX, Матильда (Маго) II (1234—1262), которая была замужем за одним из сыновей герцога Бургундии Гуго IV, Эдом, в 1256 году унаследовала графства Невер, Тоннер и Осер. У них было 3 дочери, каждая из которых унаследовала по одному графству: Иоланда (1247—2 июня 1280) — графство Невер (в итоге оно перешло к её сыну от 2-го брака, Людовику I из Фландрской ветви Дампьеров), Маргарита (1248—18 ноября 1308) — графство Тоннер, проданное ей 1293 году своему племяннику, Гильому VI де Шалон, а Алиса (1251—1290) — графство Осер, перешедшее к её мужу, Жану I де Шалон, сеньору де Рошфор.
Вторая дочь Аршамбо IX, Агнес (1237—7 сентября 1288) в итоге унаследовала сеньорию Бурбон. Она вышла замуж за другого сына герцога Гуго IV Бургундского — Жана. Их дочь, Беатрис (1257—1 октября 1310), унаследовавшая Бурбон, вышла замуж за младшего сына короля Людовика IX — Роберта де Клермон (1256 -7 февраля 1317), ставшего родоначальником 2-го дома Бурбон.

### Фландрская ветвь

Герб графов Фландрских

В 1205 году умер Балдуин I, граф Фландрии, Эно (Геннегау) и Намюра, а также император Латинской империи (Константинополя). Фландрия и Эно достались в 1205 году его старшей дочери, Жанне (1200—5 декабря 1244). Её младшая сестра
Маргарите II де Эно (2 июня 1202 — 10 февраля 1280), в 1212 году вышла замуж за Бушара д’Авен (1182—1244), бальи Эно. Графиня Жанна осудила этот брак, считая его недопустимым, поскольку Бушар был ещё ребёнком посвящён служению богу и был поставлен иподьяконом. Папа Иннокентий III признал этот брак в 1216 году недействительным, но формально он расторгнут не был и супруги продолжали жить вместе. От этого брака родилось 2 ребёнка — Жан и Бодуэн; ещё один умер в младенчестве. В 1219 году Бушар был заключен в тюрьму, из которой его освободили в 1221 году с условием, что он покинет жену и отправится в Рим за отпущением грехов. Пока он был в Риме, Маргарита по настоянию сестры в 1223 году вышла замуж за Гильома II де Дампьера (1196 — 3 сентября 1231). Этот брак вызвал скандал, поскольку первый брак расторгнут так и не был. Конфликт, возникший в итоге между домами Дампьер и Авен, не утихал несколько десятилетий. Авены заявляли о своем праве первородства, а Дампьеры не признавали наследниками единоутробных братьев, называя их бастардами.
5 декабря 1244 году умерла бездетная графиня Жанна (её единственная дочь, Мария, умерла в 1236 году), после чего Фландрия и Эно перешли к Маргарите. Но практически сразу опять возник спор за наследство между детьми Маргариты. Ещё в 1235 году король Франции Людовик IX добился примирения между Маргаритой и Жаном, старшим из Авенов, предусмотрев неравный раздел наследства: Авены получали две седьмых, а Дампьеры — пять седьмых. Но дело осложнялось тем, что часть наследства находилось во Франции (графство Фландрия), а часть — в империи (графство Эно (Геннегау)). В 1245 году император Фридрих II пожаловал Маргарите ещё и маркграфство Намюр, но оно находилось в залоге у французского короля за большую ссуду, которую король одолжил императору Константинополя Балдуину II.
В 1246 году в преддверии крестового похода Людовик IX и папский легат Эд де Шатору добились примирения сторон, предоставив Эно Авенам, а Фландрию — Дампьерам. Маргарита присвоила титул графа Фландрии своему старшему сыну Гильому. Графом Эно стал Жан I д'Авен (1218—1257).
Гильом III (1224—1251) после смерти отца в 1231 году унаследовал сеньорию Дампьер. В 1246 году стал графом Фландрии (Виллем (Гильом) II). Тогда же он отправился вместе с Людовиком IX в крестовый поход, из которого вернулся в 1250 году. 19 мая 1250 года Гильом подписал с Жаном I д’Авен соглашение по поводу Намюра, оммаж на которое в 1249 году Маргарита уступила Жану. В том же году Римская курия признала наконец законные права Авенов. Но 6 июня 1251 года на турнире группа рыцарей убила Гильома. В убийстве обвинили Авенов, после чего борьба возобновилась снова.
Гильом детей не оставил. Маргарита признала своим наследником другого сына, Ги (Гюи) (1225/1226 — 7 марта 1305). В отсутствие Людовика IX, который был в Святой земле, Ги принес оммаж его матери, Бланке Кастильской в 1252 году. В 1253 году Ги вместе с младшим братом Жаном, унаследовавшим сеньорию Дампьер, а также с другими французскими баронами предпринял попытку захватить Зеландию. Но высадка на Вальхерене закончилась неудачно. В июле 1253 года оба брата и многие французские бароны попали в плен к Флорису, брату графа Голландии и императора Вильгельма II. Французских баронов Флорис отпустил, а Ги с Жаном были отпущены только в 1256 году, когда графиня Маргарита согласилась уплатить большой выкуп. После смерти императора Вильгельма II Авены лишились поддержки империи. 24 сентября 1256 года графиня Маргарита и её сыновья Авены при посредничестве короля Людовика IX заключили Перронский договор, по которому за Авенами было окончательно закреплено графство Эно, а за Дампьерами — Фландрия. При этом Жан I д’Авен вынужден отказаться от прав на Намюр.
В 1273 году императором был избран Рудольф Габсбург. Он поддержал Жана II д’Авена (сына умершего в 1257 году Жана I), который возобновил борьбу с Дампьерами. Император пожаловал Жану II имперскую Фландрию, объявив Ги де Дампьера изгнанным из империи. Однако положение Ги в своих владениях было довольно прочным, он был в это время самым могущественным правителем в Нидерландах.
В 1263 году он купил у Балдуина II де Куртене Намюр, хотя ему пришлось бороться за него с графом Люксембурга Генрихом V. Но в итоге между ними был заключен мир, по которому Ги женился на дочери Генриха и сохранил Намюр. Кроме того, Ги состоял в союзе с графом Гелдерна, один из его сыновей, Жан (ум.1292) в 1282 году был избран епископом Льежским, а в 1290 году граф Голландии Флорис V, застигнутый врасплох вторжением фландрской армии на остров Вальхерен, отказался на время от притязаний на Зеландию.
Но в конце XIII века во Фландрии разразился политический кризис, который дал повод новому королю Франции, Филиппу IV Красивому, вмешаться в её дела. В результате чего Ги стал полностью зависеть короля Франции. Ги старался избавиться от этой зависимости, для этого он в качестве союзника выбрал короля Англии Эдуарда I. 31 августа 1294 года он заключил с ним Льеррский договор, по которому дочь Ги, Филиппина, должна была выйти замуж за старшего сына Эдуарда. Но Филипп Красивый поспешил расстроить эти планы. Он пригласил Ги в Париж, где заключил его в тюрьму вместе с двумя сыновьями. Отпущен он был только после того, как передал свою дочь Филиппину, невесту английского принца, на воспитание королю Филиппу. Она умерла в Лувре в 1306 году.
В 1296 году отношения Ги с королём Франции испортились окончательно. В результате Филипп IV Красивый стал поддерживать противников Ги, вступив в союз с Жаном II д’Авеном и Флорисом V Голландским. Это подтолкнуло Ги присоединиться к Эдуарду и его союзникам. 9 января 1297 года Ги послал Филиппу письмо, в котором объявил о том, что окончательно отказывает повиноваться королю. Но союзники не оказали Фландрии практически никакой поддержки, летом французская армия захватила значительную часть Фландрии, а 9 сентября было заключено перемирие, в 1299 году между королями Англии и Франции был заключен мирный договор, в котором граф Фландрии не указывался. В результате небольшая армия не смогла в 1300 году противостоять французам. Граф Ги с двумя старшими сыновьями, Робертом и Гильомом, сдались и были заключены в разных местах королевства, а Фландрия была присоединена к королевству.
Но удержать Фландрию Филипп Красивый не сумел. В 1302 году вспыхнуло восстание, во главе которого встал младший сын Ги, Жан I, маркграф Намюра, а также внук Вильгельм Юлихский. 11 июля 1302 года состоялась битва при Куртрэ, известная также как «битва шпор». Французская армия потерпела сокрушительное поражение. Цвет французского рыцарства погиб на поле битвы, на котором победители собрали до 4000 золотых рыцарских шпор. В итоге французы утратили контроль над Фландрией. В 1303 году правителем Фландрии стал старший из оставшихся на свободе сыновей Ги, Филипп (1263—1318), граф Теано. Филипп Красивый так и не смог подавить восстание, в результате чего он был вынужден в сентябре 1303 года заключить перемирие, а также освободить графа Ги с сыновьями. Но в июле 1304 года французская армия снова вторглась во Фландрию и 10 августа разгромила Ги при Зирикзее. Ги опять оказался в плену. 18 августа состоялась битва при Монс-ан-Певеле, но она не дала ни одной стороне никакого перевеса. В итоге обе стороны начали переговоры о мире, который был подписан в июне 1305 года в Атис-сюр-Орж.
Ги умер 7 марта 1305 года в заключении в Компьене. От двух браков он оставил многочисленное потомство. Фландрию унаследовал Роберт III Бетюнский. Гильом IV Безземельный (ум.1311) получил сеньории Денремонт и Кревкер, ветвь, пошедшая от него угасла уже после смерти младшего сына Ги в 1345 году. Филипп (1263—1318) получил в приданое за женой итальянское графство Теано, он умер бездетным. Другие сыновья от первого брака умерли ещё при жизни отца бездетными. Из сыновей от второго брака потомство оставили Жан I, родоначальник Намюрской линии, и Анри (ум.1337), единственный сын которого Анри умер бездетным в 1336 году.
Роберт III, заключив мир с Филиппом, постарался наладить дела во Фландрии. В 1310 году он заставил прекратить военные действия Вильгельма Доброго, ставшего после смерти отца, Жана II, графом Эно и Голландии, а также восстановил сюзеренитет над Голландией. Но в 1312 году он был вынужден уступить Филиппу Красивому валлонскую Фландрию. Позже Роберт попытался воспользоваться смутами, вспыхнувшими во Франции после восшествия на престол Филиппа V Длинного в 1316 году, чтобы вернуть утерянные владения. Но эта попытка кончилась ничем, кроме того против отца выступили собственные сыновья. В итоге Роберт 5 мая 1320 года заключил окончательный мир с Францией, а также прибыл в Париж и принес присягу королю Филипу V. Кроме того, 21 июля был заключен брак между внуком Роберта, Людовиком, и дочерью Филиппа.
Роберт умер 17 сентября 1322 года. Его старший сын Людовик, унаследовавший в 1280 году после смерти матери, Иоланды Бургундской, графство Невер, умер двумя месяцами раньше, 22 июля. Так что Фландрию и Невер унаследовал единственный сын Людовика, Людовик I Неверский (ок.1304—26 августа 1346). Второй сын Роберта III, Роберт Кассельский (26 мая 1331), получил графство Марль. Его единственный сын Жан умер раньше отца.
Воспитанный при французском дворе, Людовик ориентировал свою политику на Францию. При нём Фландрия фактически стала французской провинцией. Он закончил долгую династическую распрю с Авенами из-за Зеландии, заключив 6 марта 1323 года договор, по которому Западная Зеландия отошла к Вильгельму Доброму, графу Эно и Голландии, а остальная часть — Фландрии.
В 1325 году его подданные восстали, в результате чего Людовик был вынужден бежать во Францию. Вернулся он к власти только в 1328 году при поддержки французской армии. В том же 1328 году после смерти матери, Жанны Ретельской, он унаследовал графство Ретель.
Людовик продолжал придерживаться профранцузской политики, когда в 1336 году король Англии Эдуард III наложил эмбарго на экспорт шерсти во Фландрию, в результате чего суконная промышленность оказалась на грани развала. Фламандские торговцы городов Гент, Брюгге и Ипр объединились под предводительством Якоба ван Артевельде и вступили в союз с Англией. В результате в 1339 году Людовик был изгнан из Фландрии.
После начала Столетней войны Людовик сражался с англичанами в рядах французской армии. Он погиб 26 августа 1346 года в битве при Креси. Фландрию, Невер и Ретель унаследовал его сын Людовик II Мальский (25 ноября 1330 — 30 января 1384). Кроме него у Людовика Неверского было 16 незаконных детей.
Людовик II Мальский, будучи сыном французской принцессы, воспитывался при французском дворе. Он сражался вместе с отцом в битве при Креси, но сумел избежать гибели. После смерти Якоба ван Артевельде он сумел вернуть себе контроль над Фландрией. Он старался найти баланс между интересами партий, ориентировавшихся на Англию и Францию, а также сохранять нейтралитет в Столетней войне. Людовик укреплял централизованную государственную власть, финансовую и судебную системы.
На протяжении всего своего правления Людовик Мальский боролся за политическое верховенство с фламандскими коммунами, возглавляемых городом Гентом, которые возмущались его деспотическими методами правления и большими налогами. В итоге борьба переросла в открытое протистояние. В 1381 году ткачи под руководством Филиппа ван Артевельде восстали, разбили графские войска и захватили Брюгге. Людовик призвал на помощь французов и 27 ноября 1382 года французская армия разбила восставших при Роозбеке, а Филип был убит.
В 1382 году умерла мать Людовика, Маргарита Французская, и Людовик унаследовал её владения, графства Бургундия и Артуа. Сам он умер 30 января 1384 в Лилле. Его 2 сына умерли рано, поэтому все его огромные владения (Фландрия, Невер, Ретель, Артуа, Франш-Конте) унаследовала его дочь Маргарита III. Она ещё в 1369 году вышла замуж за Филиппа II Смелого (7 января 1342 — 27 апреля 1404). Эти земли стали основой для Нидерландских владений Бургундского дома.

### Намюрская ветвь
Её родоначальником был один из сыновей графа Фландрии Ги де Дампьера от второго брака — Жан I (1267—1330), получивший в 1295 году маркграфство Намюр. После его смерти маркграфством последовательно управляли его 4 сына: Жан II (1310—1335), Ги II (1311—1336), Филипп III (1319—1337), умершие бездетными, и Гильом I Богатый (1324—1391), оставивший двух сыновей, Гильома II (1355—1418) и Жана III (ум.1429). Жан III в 1421 году продал владения герцогу Бургундии. Законных детей он не оставил, но у него было 2 незаконных сына, потомки которых носили фамилию де Намюр. Этот род угас в 1890 году.

### Сеньоры де Сен-Дизье
Родоначальником ветви был младший сын Гильома II де Дампьер — Жан I (ум.1258), сир де Дампьер, виконт де Труа, коннетабль Шампани. От его двух сыновей пошли 2 ветви. Его старший сын, Жан II (ум. до 1307), также был виконтом де Труа и сеньором Дампьера. После смерти его сына Жана III ветвь угасла. А младший сын Жана I, Гильом IV, стал родоначальником ветви сеньоров Сен-Дизье. Род угас в 1401 году после смерти Эдуарда де Сен-Дизье.